# Lista de prefeitos de Sapucaia do Sul
Esta é a lista de prefeitos e vice-prefeitos do município de Sapucaia do Sul, município brasileiro da grande Porto Alegre, do estado do Rio Grande do Sul.
| Nº | Nome                          | Partido | Vice-prefeito                             | Início do mandato       | Fim do mandato          | Observações                                                 |
| 1  | João Batista de Oliveira      | PTB     | Arno Juliano                              | 1962                    | 1963                    | Prefeito e vice eleitos em sufrágio universal               |
| 2  | Arno Juliano                  | PTB     | Ermelino Baierle                          | 1964                    | 1969                    | Prefeito e vice eleitos em sufrágio universal               |
| 3  | João Batista de Oliveira      | MDB     | João Freitas Filho                        | 1969                    | 1973                    | Prefeito e vice eleitos em sufrágio universal               |
| 4  | João Freitas Filho            | MDB     | Guilhermino Proença                       | 1973                    | 1974                    | Prefeito e vice eleitos em sufrágio universal               |
| —  | Guilhermino Proença           | MDB     | —                                         | 1974                    | 31 de janeiro de 1977   | Vice-prefeito eleito no cargo de Prefeito                   |
| 5  | Áurio da Silva Camboim        | MDB     | Geraldo da Cruz Padilha                   | 31 de janeiro de 1977   | 1º de fevereiro de 1983 | Prefeito e vice eleitos em sufrágio universal               |
| 6  | Guilhermino Proença           | PDT     | Walmir dos Santos Martins                 | 1º de fevereiro de 1983 | 31 de dezembro de 1988  | Prefeito e vice eleitos em sufrágio universal               |
| 7  | Walmir dos Santos Martins     | PDT     | Roberto Stroher                           | 1º de janeiro de 1989   | 31 de dezembro de 1992  | Prefeito e vice eleitos em sufrágio universal               |
| 8  | Luiz Francisco Corrêa Barbosa | PTB     | João Luiz Scopel                          | 1º de janeiro de 1993   | 31 de dezembro de 1996  | Prefeito e vice eleitos em sufrágio universal               |
| 9  | Walmir dos Santos Martins     | PDT     | João Luiz Scopel                          | 1º de janeiro de 1997   | 31 de dezembro de 2000  | Prefeito eleito e vice reeleito em sufrágio universal       |
| 9  | Walmir dos Santos Martins     | PDT     | Gilberto Alves                            | 1º de janeiro de 2001   | 20 de agosto de 2004    | Prefeito reeleito e vice eleito, falecido durante o mandato |
| —  | João Luiz Scopel              | PTB     | —                                         | 21 de agosto de 2004    | 31 de dezembro de 2004  | Presidente da Câmara no cargo de Prefeito                   |
| 10 | Marcelo Andrade Machado       | PMDB    | Gilberto Antonio Alves (PMDB)             | 1º de janeiro de 2005   | 31 de dezembro de 2008  | Prefeito e vice eleitos em sufrágio universal               |
| 11 | Vilmar Ballin                 | PT      | Ibanor Catto (PDT)                        | 1º de janeiro de 2009   | 31 de dezembro de 2012  | Prefeito e vice eleitos em sufrágio universal               |
| 11 | Vilmar Ballin                 | PT      | Arlênio da Silva (PMDB)                   | 1º de janeiro de 2013   | 31 de dezembro de 2016  | Prefeito reeleito e vice eleito em sufrágio universal       |
| 12 | Luís Rogério Link             | PT      | Arlênio da Silva (PMDB)                   | 1º de janeiro de 2017   | 31 de dezembro de 2020  | Prefeito eleito e vice reeleito em sufrágio universal       |
| 13 | Volmir Rodrigues (Gordo)      | PP      | Imilia de Souza (PRTB)                    | 1º de janeiro de 2021   | 31 de dezembro de 2024  | Prefeito e vice eleitos em sufrágio universal               |
| 13 | Volmir Rodrigues (Gordo)      | PP      | José Nestor de Oliveira Bernardes (UNIÃO) | 1º de janeiro de 2025   | Atualidade              | Prefeito reeleito e vice eleito em sufrágio universal       |

Legenda
| cor   | significado                                                                                  |
| Verde | mandatários eleitos por votação direta ou indireta (pela câmara municipal)                   |
| Bege  | mandatários nomeados diretamente pelo governo central em épocas de convulsão político-social |

## Pleito de 2020
Volmir Rodrigues foi o prefeito eleito em 2020 e iniciou o mandato a 1 de janeiro de 2021. Disputou pelo PP e com o número 11. Conquistou 32.341 votos e um percentual de 51,99% dos votos válidos.
Seus adversários foram:
- Maninho, do MDB, que obteve 22.092 votos e um percentual de 35,51% dos votos válidos.
- Professor Edson Portilho, do PT, que obteve 5.493 votos e um percentual de 8,83% dos votos válidos.
- Professor André Alves, do PSOL, obteve 1.451 votos e um percentual de 2,33% dos votos válidos.
- Cezalpina Anadon, do PSL, obteve 832 votos e um percentual de 1,34% dos votos válidos.
- Votos Nulos - 4.512 votos e um percentual de 6,27%
- Brancos - 5.186 votos e um percentual de 7,22%

## Pleito de 2008
Vilmar Ballin foi o prefeito eleito em 2008 e iniciou o mandato a 1 de janeiro de 2009. Disputou pelo PT e com o número 13. Conquistou 45.349 votos e um percentual de 60,76% dos votos válidos.
Seus adversários foram:
- Marcelo Machado, do PMDB, que obteve 27.723 votos e um percentual de 37,14% dos votos válidos.
- João Luiz Scopel / Barbosinha,do PTB, abandonou o pleito e passou a apoiar o candidato petista Vilmar Ballin.
- Brochier, do PSOL, obteve 1.568 votos e um percentual de 2,10% dos votos válidos.

## Pleito de 2004
Marcelo Andrade Machado foi o prefeito eleito em 2004 e iniciou o mandato a 1 de janeiro de 2005. Disputou pelo PMDB e com o número 15. Conquistou 29.747 votos, o que lhe rendeu o percentual de 38,24% dos votos válidos.
Seus adversários foram:
- Edson Portilho, do PT, que obteve 27.511 votos e um percentual de 35,37% dos votos válidos. A diferença do candidato Edson para o prefeito eleito foi de apenas 2.236 votos, ou seja, 7,52%.
- Manoel de Araujo, do PHS, que obteve 9.633 votos e um percentual de 12,38% dos votos válidos.
- Marco Antônio Rosa, do PP, que obteve 5.954 votos e um percentual de 7,65% dos votos válidos.
- Ibanor Catto, do PDT, que obteve 4.224 votos e um percentual de 5,43% dos votos válidos.
- Luis Adriano Freitas, do PSB, que obteve 720 votos e um percentual de 0,93%.

## Pleito de 2000
Walmir dos Santos Martins foi o prefeito reeleito em 2000 e iniciou o mandato a 1 de janeiro de 2001. Disputou pelo PMDB e com o número 15. Conquistou 43.438 votos, o que lhe rendeu o percentual de 59,73% dos votos válidos.
Seus adversários foram:
- Edson Portilho, do PT, que obteve 25.735 votos e um percentual de 35,39% dos votos válidos. A diferença do candidato Edson para o prefeito eleito foi de 17.703 votos, ou seja, 40,75%.
- Valfredo Cardoso, do PDT, que obteve 1.934 votos e um percentual de 2,66%.
- João Camargo do Nascimento, do PV, que obteve 1.215 votos e um percentual de 1,67%.
- Cleimar Borges Gomes, do PRONA, que obteve 399 votos e um percentual de 0,55%.

No final do mandato (2004), o prefeito Walmir Martins, que já estava licenciado do cargo e adoentado há um bom tempo, morreu, tendo assumido como prefeito o vice, Gilberto Antônio Alves.